# المحددات الاجتماعية للصحة في المكسيك
المحددات الاجتماعية للصحة في المكسيك هي العوامل التي تؤثر على الحالة الصحية بين بعض السكان في المكسيك. تتكون هذه العوامل من الظروف التي ينمو فيها الناس ويعيشون ويعملون ويشيخون، بالإضافة إلى الأنظمة الموضوعة للتعامل مع الأمراض.
في المكسيك، يتأثر عدم المساواة الصحية بين السكان بهذه العوامل الاجتماعية. في العقد الماضي، شهدت المكسيك تقدمًا هائلاً في نظام الرعاية الصحية الخاص بها مما سمح بزيادة الوصول إلى الرعاية الصحية وانخفاض معدل الوفيات، ومع ذلك لا تزال هناك العديد من التفاوتات الصحية الناجمة عن العوامل الاجتماعية.

علم المكسيك

## تعريفات
المحددات الاجتماعية للصحة مفيدة عند تحديد عوامل الخطر التي تؤثر على صحة الفرد أو المجموعة. تُعرَّف الصحة بأنها «الحالة العامة لجسد أو عقل شخص ما». وفقًا لمنظمة الصحة العالمية، فإن بعض المحددات الرئيسية لما إذا كان المرء يتمتع بصحة جيدة أم لا تشمل «البيئة الاجتماعية والاقتصادية، والبيئة المادية، والخصائص والسلوكيات الفردية للشخص». تشمل المحددات الاجتماعية للصحة، كما وصفتها منظمة الصحة العالمية، الدخل والحالة الاجتماعية، والتعليم، وشبكات الدعم الاجتماعي، والخدمات الصحية، والجنس، وحالة التوظيف وظروفه، والسلالة والعرق.

## الفقر
في المكسيك، تم الإبلاغ عن الفقر باستخدام مؤشر الفقر المتعدد الأبعاد ومؤشر التنمية البشرية. تشير هذه المؤشرات معًا إلى التدرج العام للفقر في المكسيك. أفادت وكالة التنمية الاجتماعية الحكومية عن انخفاض بنسبة 0.6 في المائة في معدل الفقر في المكسيك من عام 2010 إلى عام 2012، لكن لا يزال هناك 53.3 مليون شخص تحت خط الفقر. أحد الآثار الرئيسية لمعدل الفقر هذا هو استمرار فجوة الثروة الضخمة. على الرغم من وجود فجوة كبيرة بين أعلى عشرة في المائة وأقل عشرة في المائة، فقد شهدت المكسيك زيادة في نسبة المكسيكيين الذين ينتمون إلى فئة الطبقة المتوسطة. 
يمكن تقسيم الفقر داخل المكسيك إلى فئتين: متوسط ومدقع. يصل مجموع كلتا الفئتين إلى حوالي 45.5 في المائة من إجمالي عدد السكان البالغ 117.3 مليون نسمة. وفقًا لـ El Consejo Nacional de Evaluación de la Política de Desarrollo Social ، المعروف أيضًا باسم Coneval ، كان هناك انخفاض في نسبة السكان المكسيكيين الذين يعيشون في فقر مدقع، ولكن هناك زيادة عامة في عدد الأشخاص الذين يقعون تحت خط الفقر. وأظهرت الدراسة أن معدل الفقر المدقع انخفض من 11.3٪ إلى 9.8٪، بينما ارتفع معدل الفقر المعتدل من 34.8٪ إلى 35.6٪.
يمكن ربط العلاقة بين الفقر والصحة على أنها علاقة سلبية حيث كلما زاد الفقر، تنخفض الصحة. مع الدخل المنخفض، لا تملك الأسر الوصول المرغوب فيه إلى التغذية والموارد والرعاية الصحية وكذلك وسيلة للوصول إلى هذه الضروريات.

## الجنس
الجنس هو العامل الرئيسي الذي يؤثر على عدم المساواة الصحية بين السكان في المكسيك. هناك تحيز معين بين الجنسين في الصحة العامة وأمراض معينة. يمكن وصف عدم المساواة بين الجنسين بأنه «خروج عن التكافؤ في تمثيل المرأة والرجل في الأبعاد الرئيسية للحياة الاجتماعية». في المكسيك، لا تزال الرجولة تؤثر على أجزاء كثيرة من البلاد وتأثيرها على أدوار الجنسين في المجتمع الأبوي. وفقًا لمنظمة الصحة العالمية، فإن التمكين الجنساني يمثل خطوة رئيسية نحو تحسين الصحة العامة للسكان. وفقًا للمسح الوطني للصحة والتغذية لعام 2012 (ENSANUT)، فإن 38 بالمائة من النساء المكسيكيات اللائي تتراوح أعمارهن بين 20 و 29 عامًا يعانين من الانتهاكات في المنزل مع أكثر من 34.9 بالمائة في الأماكن العامة. مع مثل هذه النتائج، تشهد المكسيك تحيزًا كبيرًا بين الجنسين يمكن أن يفسر المشاكل الرئيسية التي تظهر من داخل الأسرة وكذلك تلك التي تشارك في قوة العمل. في قوة العمل المكسيكية، تحصل النساء عمومًا على أجور أقل من الرجال، حتى مع مراعاة المستويات التعليمية. متوسط أجر الفنيات الماهرات هو 97.3 في المائة مما يتقاضاه نظرائهن من الذكور، والمعلمون بنسبة 97.6 في المائة، والمشرفات الصناعيات يمثلن 68.4 في المائة مما يكسبه الذكور في نفس المجال. يمكن التأكيد على عدم المساواة بين الجنسين من خلال حقيقة أنه لم يكن هناك «رئيسة دولة وكان لديها عدد قليل جدًا من أعضاء مجلس الوزراء من النساء». وهذا يفسر «26 بالمائة من المساواة مع الرجل في المجال السياسي» و «42 بالمائة في المجالين الاقتصادي والقانوني». ينتج عن عدم المساواة بين الجنسين تحيزًا بين الجنسين لصالح الرجال. ثم تفتقر النساء بعد ذلك إلى الوصول الضروري إلى الموارد مثل الرعاية الطبية والنقل والتغذية. 
ي